# Kate Van Buskirk
Kate Van Buskirk, född 9 juni 1987, är en friidrottare från Kanada. Hon deltog vid olympiska sommarspelen 2020.